# 鉄良
鉄良（てつりょう）は、清末の政治家。字は宝臣。満州鑲白旗人。ムルチャ氏（murca hala、穆爾察氏）。

## 事跡
直隷総督栄禄の幕僚となり、後に戸部と兵部で侍郎に任ぜられた。1903年（光緒29年）、日本に軍事の視察に赴く。帰国後に練兵大臣、軍機大臣、陸軍部尚書を歴任した。1910年（宣統2年）、江寧将軍に異動する。
辛亥革命勃発後の1912年（民国元年）1月に、良弼・愛新覚羅溥偉らと共に宗社党を結成し、清朝の擁護を図った。しかし結局、清朝はまもなく滅び、鉄良はこれ以後天津に隠れ住んでいる。
1938年（民国27年）6月8日、死去。享年76（満75歳）。
| 先代長庚（チャンゲン） | 兵部満尚書1905年 | 次代松寿（スンシェウ） |

| 先代栄慶（ルンキン） | 戸部満尚書1905年 - 1906年 | 次代 - |

| 先代 - | 陸軍部尚書1906年 - 1910年 | 次代廕昌（イェンチャン） |